# Elyita
L'elyita és un mineral de la classe dels sulfats. Anomenada així per H. Ely; una figura important en la història minera de l'est de Nevada.

## Classificació
Segons la classificació de Nickel-Strunz, l'elyitapertany a «07.DF - Sulfats (selenats, etc.) amb anions addicionals, amb H₂O, amb cations de mida mitjana i grans» juntament amb els següents minerals: uklonskovita, natrocalcita, metasideronatrita, sideronatrita, despujolsita, fleischerita, schaurteïta, mallestigita, slavikita, metavoltina, lannonita, vlodavetsita, peretaïta, gordaïta, clairita, arzrunita, riomarinaïta, yecoraïta, dukeïta, caïnita i xocolatlita.

## Característiques
L'elyita és un sulfat de fórmula química CuPb₄(SO₄)O₂(OH)₄(H₂O). Cristal·litza en el sistema monoclínic. La seva duresa a l'escala de Mohs és 2.

## Formació i jaciments
Cristal·litza en espais buits en sulfats de plom-zinc oxidats. S'ha descrit a varis països europeus així com als EUA i a Austràlia.